# IRIS-T

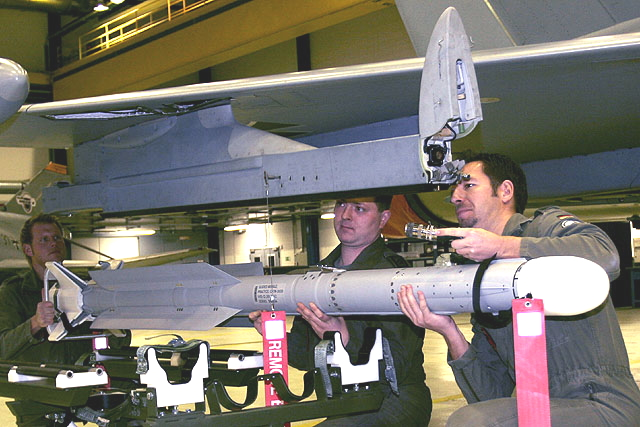
Tekniker från Luftwaffe monterar en IRIS-T på en Eurofighter Typhoon

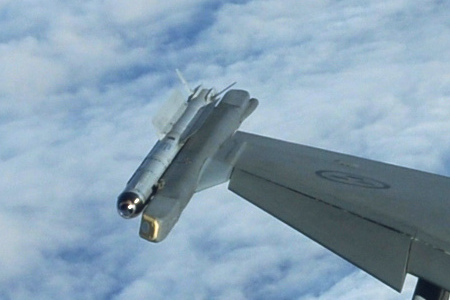
Rb 98 IRIS-T på vingspetsen till en JAS 39C Gripen

IRIS-T (produktnamn), AIM-2000 (internationell beteckning), eller robot 98, kort rb 98 (svensk beteckning), är en modern kortdistans IR-jaktrobot med passiv direktanfallsförmåga (engelska: all-aspect capability) ämnad för kurvstrid. Roboten utvecklades runt decennieskiftet 2000 som ett samarbetsprojekt mellan Grekland, Italien, Kanada (till 2002), Norge, Spanien (från 2002), Sverige och Tyskland, med den tyska försvarskoncernen Diehl BGT Defence som samordnare. Robotens syfte är att framför allt ersätta den spridda äldre jaktroboten AIM-9 Sidewinder och är optimerad för att kunna bekämpa mål på mycket korta avstånd från det egna flygplanet. Förutom jaktrobot har IRIS-T senare även vidareutvecklats till luftvärnsrobot och attackrobot.
IRIS står för Infra-Red Imaging System ("infrarött bildsystem") eller Infra-Red Improved Sidewinder ("infraröd förbättrad Sidewinder"), medan -T står för Tail controlled ("stjärtstyrning") eller Thrust-vector-controlled ("vektoriserad dragkraftstyrning"). AIM-2000 står för Air Intercept Missile – 2000 (ungefär: "luftgenskjutningsrobot årsmodell 2000").
Jaktvarianten av IRIS-T används i flera olika försvarsmakter. Den används bland annat inom det tyska flygvapnet och grekiska flygvapnet under beteckningen AIM-2000. I svenska försvarsmakten används roboten under beteckningen robot 98 och brukas inom det svenska flygvapnet för JAS 39 Gripen och inom luftvärnet för Eldenhet 98 (Bandvagn 410). Se avsnittet Sverige (Robotsystem 98) för mer information.

## Robotvarianter

### IRIS-T
IRIS-T utan suffix är den ursprungliga jaktvarianten av IRIS-T-familjen. IRIS-T är försedd med en infraröd målsökare, kombinerat med ett tröghets- och satellitnavigeringssystem (GPS). Den har mycket hög stridsprestanda, såsom extrem närstridskapacitet (60 G, 60 °/s svängprestanda) och 5 till 8 gånger längre längdräckvidd än AIM-9 Sidewinder. Roboten har även mycket bra skydd mot motmedel, bland annat fackeldämpning och högt ECM-motstånd. Robotens stridsdel består av en splitterstridsladdning som väger drygt 11 kilo och är försedd med ett zonanslagsrör.

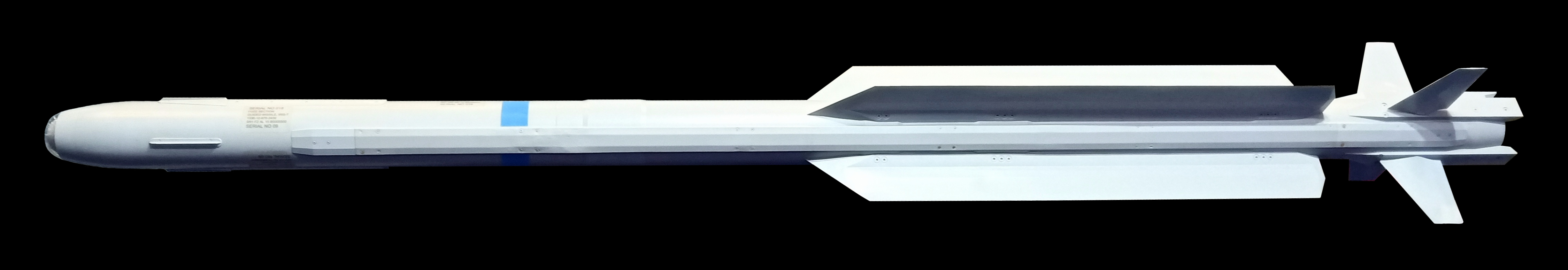
Blind IRIS-T jaktrobot med infraröd målsökare.

IRIS-T avancerade målsökare och kraftiga svängprestanda ger roboten möjlighet att bekämpa mål bakom avfyrningsflygplanet och roboten har kapacitet att avfyras både i LBL (Lock On Before Launch), mållåsning före avfyrning, eller LOAL (Lock On After Launch), mållåsning efter avfyrning, varav roboten matas med målinformation från flygplanets radar eller dylikt och kan avfyras mot målets generella riktning, varav robotens målsökare låser målet under loppets gång. IRIS-T saknar även datalänk och kan ej kontrolleras efter avfyrning (så kallad fire-and-forget på engelska). Typen kan skjutas från både konventionella flygplansbalkar och luftvärnssystemet IRIS-T SLS.

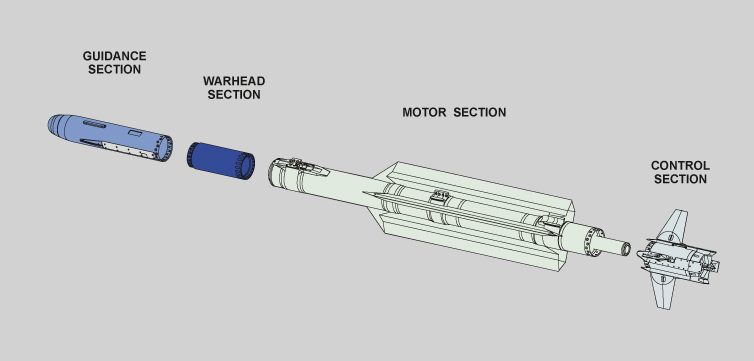
IRIS-T komponenter
- IRIS-T IR-sökare
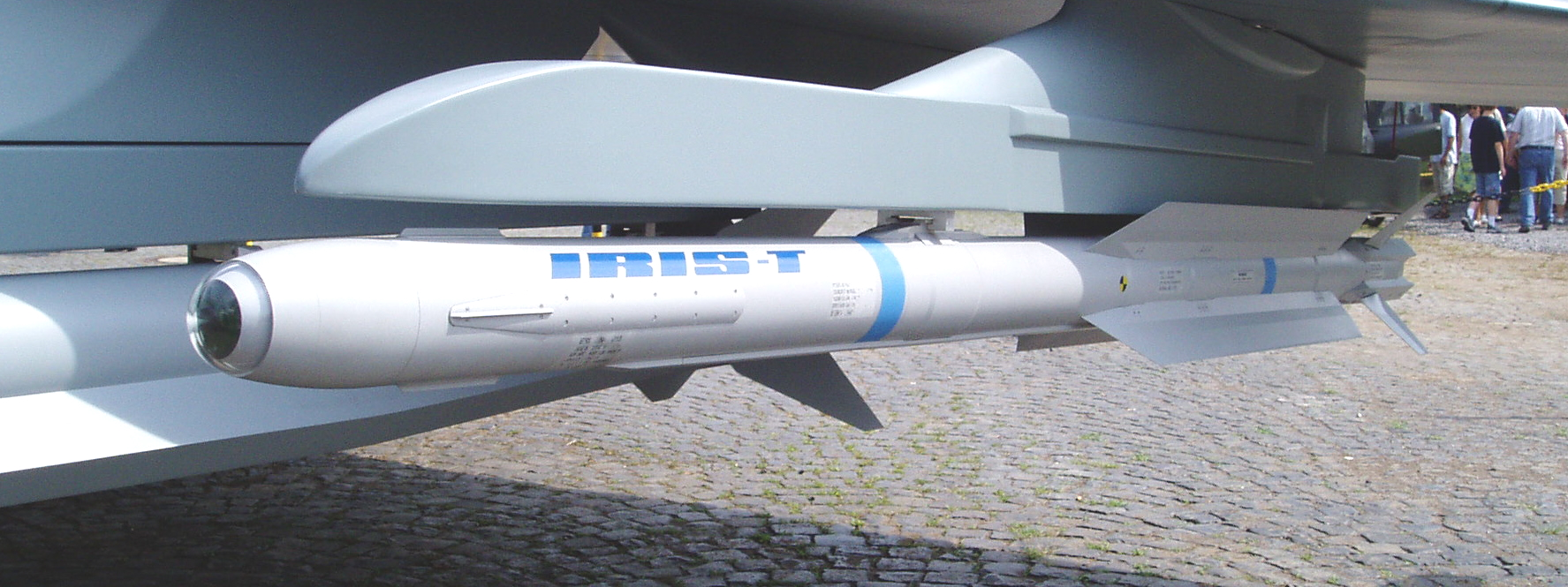
Blind IRIS-T på vapenbalk

Utvecklingen av IRIS-T började med internationellt stöd i oktober 1995. I juli 1996 undertecknade Tyskland tillsammans med Kanada, Grekland, Italien, Norge och Sverige ett samarbetsavtal som omfattar utveckling och produktion av IRIS-T. Den tyska regeringen finansierar 47 % av programkostnaden, Italien 20 %, Sverige 18 %, Grekland 8 %, Kanada 4 % och Norge 3 %.
Framtagningen av roboten skulle göras av ett internationellt industriteam bestående av flera olika företag:
- Diehl BGT Defence
- Alliedsignal
- Hellenic Aerospace, Intracom och Pyrkal
- Alenia, FiatAvio och Litton
- Raufoss (Nammo)
- Saab Dynamics

Även Danmark, Nederländerna, Portugal, Spanien och Turkiet visade intresse för programmet och år 2002 kom Spanien att gå med, i och med att Kanada utgick.
I december 2005 var utvecklingen av roboten klar och produktionen av 4 000 robotar påbörjades för leverans till de olika projektländerna. Leveransen av dessa 4 000 robotar skulle pågå fram till 2011 enligt Diehl.

### IRIS-T SL
IRIS-T Surface Launched (SL), svenska: IRIS-T Ytavfyrad är en luftvärnsrobot vidareutvecklad av Diehl BGT Defence utifrån jaktroboten IRIS-T. Som luftvärnsrobot avfyras denna från marken och har därför försetts med en större och kraftigare raketmotor, utvecklad av Nammo. Detta ger roboten medeldistansräckvidd jämte dess luftburna föregångare med kortdistansräckvidd och hjälper roboten uppnå höjd och gränshastighet utan hjälp från ett gående flygplan.
IRIS-T SL roboten används i luftvärnsrobotsystemet IRIS-T SLM.

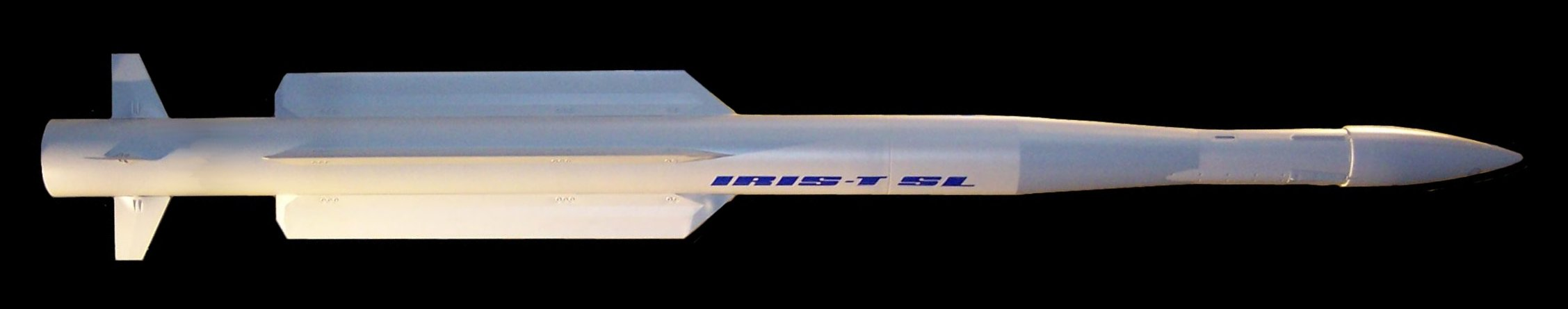
Attrapp av IRIS-T SL luftvärnsrobot

Utvecklingen av IRIS-T SL påbörjades runt 2007, då Diehl BGT Defense valde ut företaget Nammo för utvecklingen av en uppgraderad raketmotor för IRIS-T-roboten som skulle tillåta medeldistansräckvidd vid markavfyrning. Företaget INTRACOM Defense Electronics (IDE) fick uppdraget att konstruera en ny generations mjukvarudefinierad datalänk för roboten. I september 2008 gick kontraktet att ta fram robotens kontrollytor till företaget SENER, och i april 2009 tilldelades kontraktet för att ta fram en "high-pressure pure air generator" (HiPPAG), svenska: renluftshögtrycksgenerator, samt magnetventiler för målsökaren, till företaget Ultra Electronics Precision Air Systems. HiPPAG-systemet används som kylgaskompressor, medan magnetventilerna används för gasdistribution till IR-detektorerna.
IRIS-T SL provsköts för första gången i oktober 2009. Provskjutningen tog plats vid försöksanläggningen "Overberg Test Range" i Sydafrika. Diehl BGT Defense genomförde två testskjutningar av IRIS-T SL och demonstrerade dess mekaniska och aerodynamiska kapacitet samt operativa prestanda vid Overberg Test Range i maj 2011. Den första prototypen av IRIS-T SL testades mot en målrobot i december 2012 och ytterligare provskjutningar mot målrobotar kom att göras under följande år fram till slutproven 2015 då robotens styrförmåga kvalificerades.

### IDAS
Interactive Defence and Attack System (IDAS), svenska: Interaktivt Försvar- och Attacksystem, är en ubåtsrobot (ubåtsavfyrad allmålsrobot) utvecklad ur IRIS-T. 

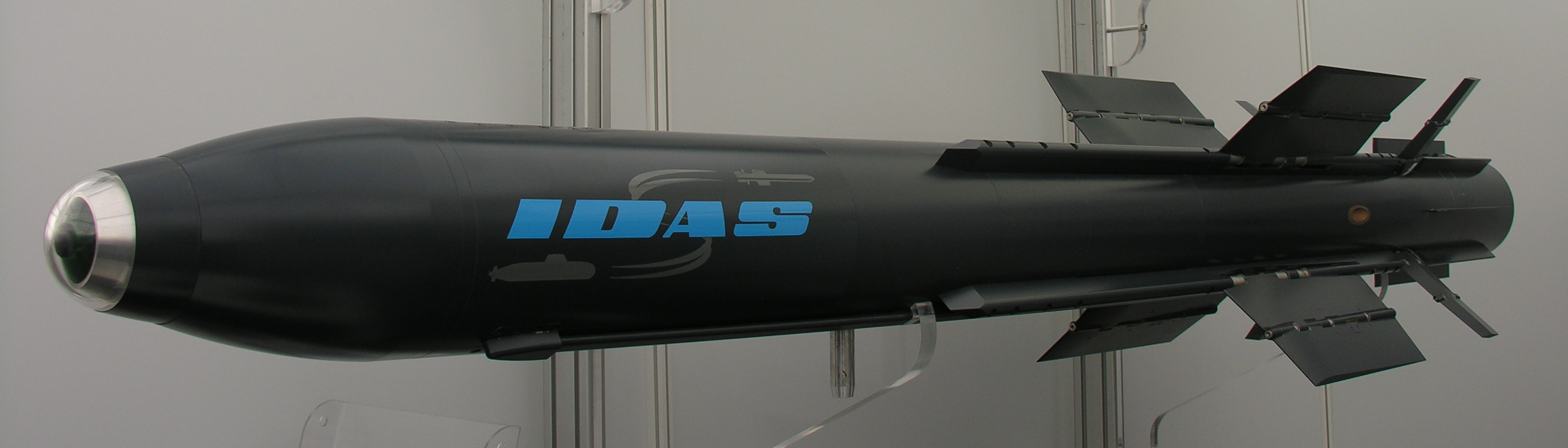
IDAS vid TechDemo'08-utställningen, 2008.

IDAS planeras att användas av tyska flottans ubåtsklass Typ 212A bland annat. Detta kommer att bli världens första ubåtsavfyrade allmålsrobot, vilket öppnar helt nya taktiska möjligheter för ubåtar och ett sätt att försvara sig mot havsövervakningsplan och helikoptrar ämnade för ubåtsjakt.

## Robotsystem

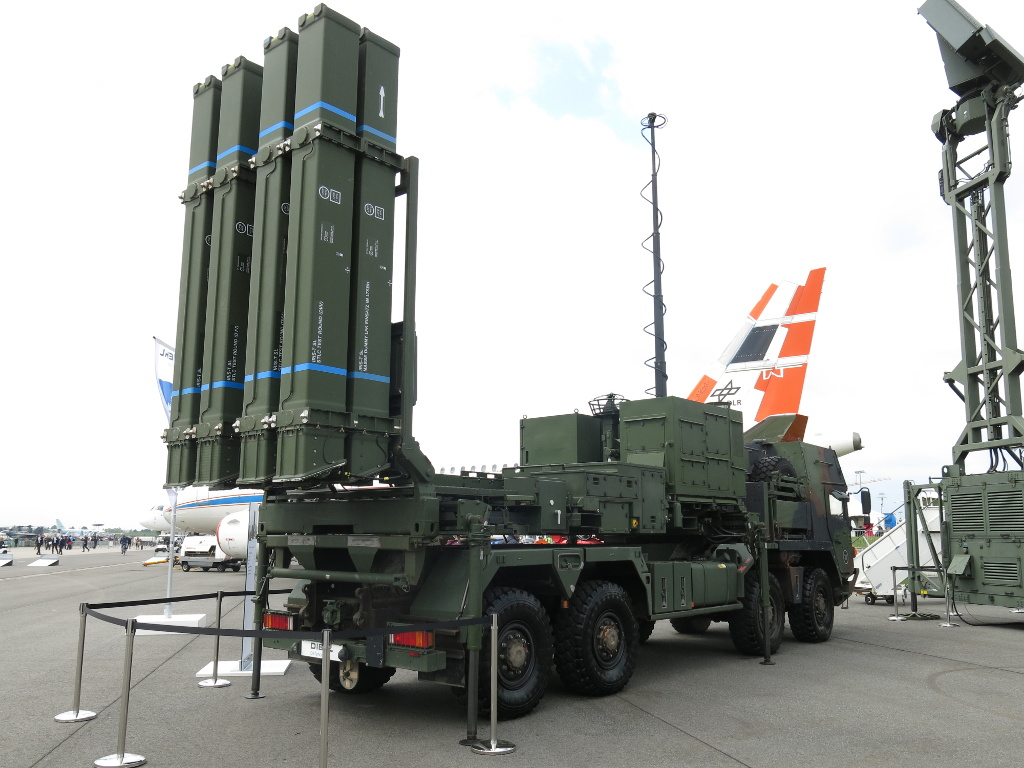
IRIS-T SLM monterad på en MAN 10 ton lastbil.

### IRIS-T SLS
IRIS-T SLS (Surface Launched Short-range, "ytavfyrad kortdistans", alternativt Surface Launched Standard, "ytavfyrad standard") är ett luftvärnsrobotsystem för IRIS-T-roboten med kortdistansräckvidd. IRIS-T SLS-systemet använder vanliga oförändrade IRIS-T jaktrobotar med infraröd målsökare. Själva robotlavetten matar istället in ny mjukvara i roboten vid eld för att få den att fungera som luftvärnsrobot.
Eftersom systemet använder vanliga IRIS-T jaktrobotar har systemet avsevärt försämrad robotprestanda jämfört med jaktsystemet, då roboten måste klättra till höjd själv och accelerera från stillastående plattform. IRIS-T SLS:s längdräckvidd anges till cirka 10 km och höjdtäckningen till cirka 5 km.
IRIS-T SLS lanserades av Diehl tidigt 2011 men används 2021 enbart av svenska försvarsmakten. (se Luftvärnsrobotsystem 98 (IRIS-T SLS))

### IRIS-T SLM
IRIS-T SLM (Surface Launched Medium-range, "ytavfyrad medeldistans") är ett luftvärnsrobotsystem för IRIS-T SL-roboten med medeldistansräckvidd. IRIS-T SLM-systemet använder roboten IRIS-T SL som försetts med en större kraftigare raketmotor. Motorn är utvecklad av Nammo och ger roboten den ökade medeldistansräckvidden. SLM-systemet har cirka 4 gånger så lång längdräckvidd och höjdräckvidd som SLS-systemet (40 000 meter längd, 20 000 meter höjd).
Det första kompletta IRIS-T SLM-systemet testades framgångsrikt för första gången år 2014 inför internationella försvars-representanter.

## Sverige (Robotsystem 98)
I Sverige används IRIS-T under beteckningen robot 98 (rb 98), eller robotsystem 98 (rbs 98) för hela systemet. Den brukas i två primära varianter: en jaktvariant och en luftvärnsvariant.

### Jaktrobotsystem 98 (IRIS-T)
Jaktrobotsystem 98 (jrbs 98) är den Svenska benämningen för jaktrobotsystemet IRIS-T. Systemet brukas på enhetsflygplanen JAS 39A/B, C/D och E/F Gripen och bygger bland annat på integrering av mjukvara i flygplanen som tillåter användning av robot 98 jaktrobotar. Robot 98 som avses användas i jaktroll brukar benämnas jaktrobot 98 (jrb 98).

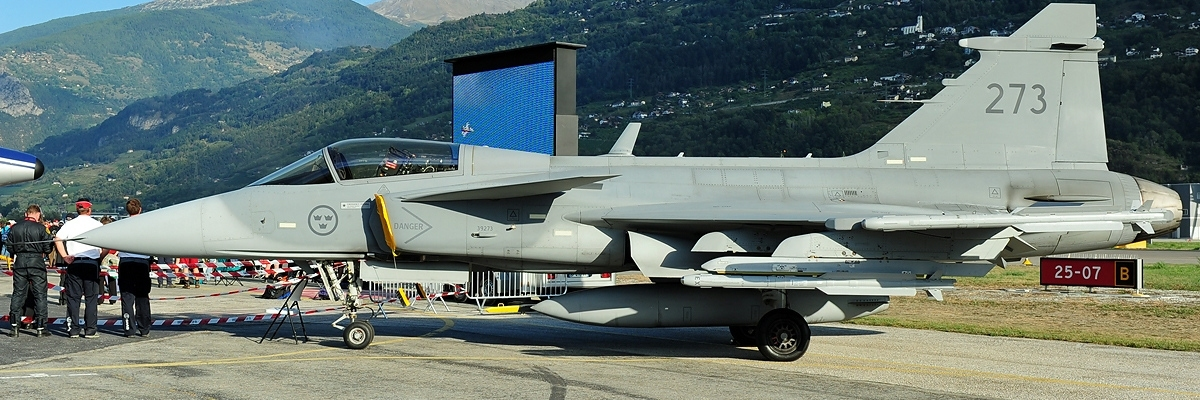
JAS 39C Gripen beväpnad med jaktrobot 98 på vingarna

Införskaffningen av jaktrobot 98 gjordes som ett framtagningssamarbete mellan ett antal länder där Sverige ingick. En av grunderna för projektet var att ta fram en ersättare för den äldre AIM-9L Sidewinder (robot 74) från 1980-talet. Jaktrobot 98 blev operativ i det svenska flygvapnet 2009 och används än idag.

### Luftvärnsrobotsystem 98 (IRIS-T SLS)
Luftvärnsrobotsystem 98 (lvrbs 98) är den Svenska benämningen för luftvärnsrobotsystemet IRIS-T SLS. Till systemet används samma typ av IR-robot som till jaktrobotsystem 98 i bruk på JAS 39 Gripen (robot 98). Robot 98 som avses användas i luftvärnsroll brukar benämnas luftvärnsrobot 98 (lvrb 98).

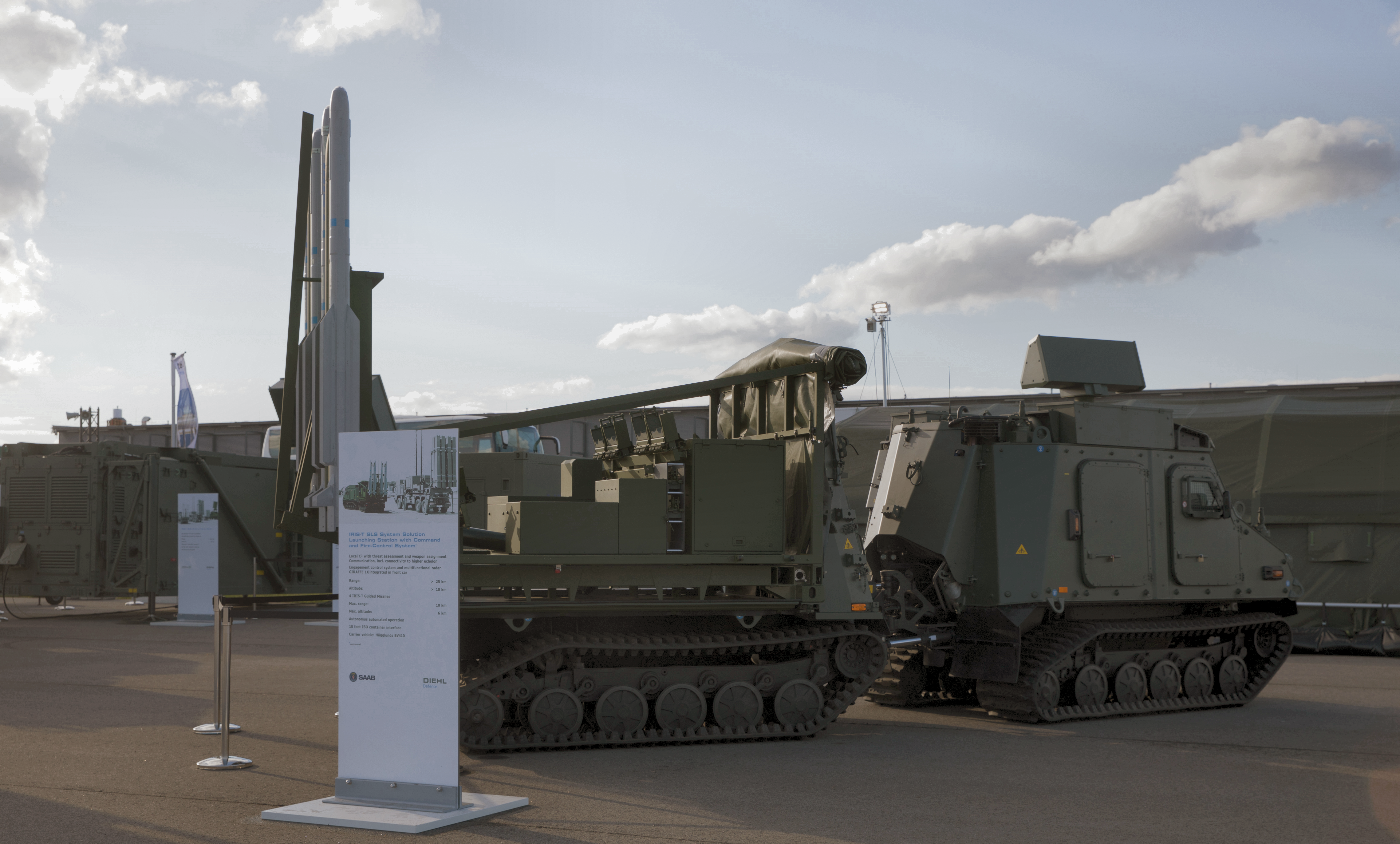
Eldenhet 98 (IRIS-T SLS) uppvisad under ILA, Berlin, 2018.

Systemet bygger på bandvagn 410 som byggts om till robotavfyrningsplattform under enhetsbeteckningen eldenhet 98 (elde 98). Se Eldenhet 98. I robotsystemet ingår även ett lednings- och sambandssystem, radarsystem och ledningscontainrar.

#### Anskaffning av Luftvärnsrobotsystem 98
Införskaffningen av IRIS-T SLS påbörjades under början av 2010-talet för att hitta en ersättare för robotsystem 70 som varit i bruk sedan 1977, och antogs skulle tas ur bruk runt 2016/2017. Sveriges riksdag tog beslut om att anskaffa systemet strax före juluppehållet 2012, och på regeringssammanträdet den 20 december fick Sveriges försvarsmakt i uppdrag att göra en beställning för systemet. Trots att socialdemokraterna var överens med regeringen Reinfeldt om att det behövdes en uppgradering av det svenska luftvärnet var de dock emot beslutet att köpa in IRIS-T SLS.
Beställningen för det nya IRIS-T SLS-systemet ska ha gjorts i mars 2013 för en kostnad av cirka 1 miljard svenska kronor (1 000 000 000 SEK). Enligt de ursprungliga planerna skulle systemet levereras redan 2016, men på grund av förseningar kom det första kompletta systemet av luftvärnsrobotsystem 98 (eldenhet 98) först att överlämnas av Försvarets materielverk (FMV) till Försvarsmakten den 23 augusti 2019. Luftvärnsrobotsystem 98 kommer att levereras fram till cirka 2023 och ska på sikt ersätta robotsystem 70 inom den svenska armén.

#### Eldenhet 98
Eldenhet 98 (elde 98) är den robotavfyrningsplattform som skjuter robot 98 i luftvärnsrobotsystem 98. Plattformen baseras på en modifierad bandvagn 410 som försetts med en uppfällbar robotlavett för 4 robotar på den bakre vagnen.
Systemet kan verka med god förmåga mot alla typer av luftmål; till exempel flygplan, helikoptrar och andra robotar. Vid eld skjuts robotarna rakt upp och kan sedan välja ett mål i 360 grader. Förenklat sagt; robotarna skjuts genom att förmedla måldata till robotarna från en radar, såsom målets position, hastighet och höjd, etc, varav en måldator räknar ut hur roboten ska flyga för att kunna se målet. Därefter avfyras roboten enligt målbanan och börjar söka efter målet med sin infraröda målsökare. När målet hittats låser sig roboten på målet och börjar jaga det. Alla fyra robotar kan skjutas samtidigt från samma lavett mot fyra olika mål.

## Användare

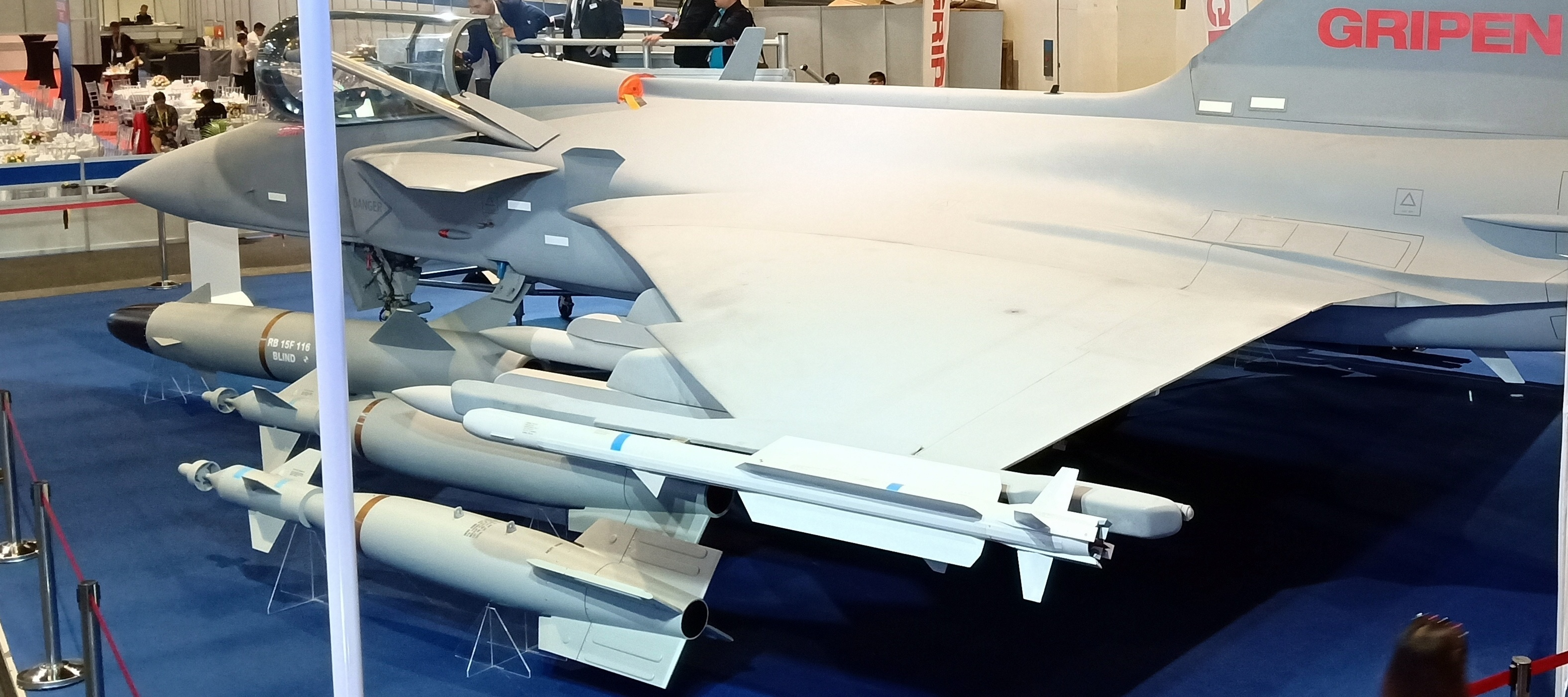
Saab 39 Gripen med blind IRIS-T på vingspetsen

- Grekland
- Italien
- Norge
- Saudiarabien
- Sverige – från 2009[2]
- Spanien
- Sydafrika
- Tjeckien
- Tyskland – från december 2005[1]
- Österrike